# سفارة فيتنام في المملكة المتحدة
سفارة فيتنام في المملكة المتحدة هي أرفع تمثيل دبلوماسي لدولة فيتنام لدى المملكة المتحدة. تقع السفارة في لندن وهي تهدف لتعزيز المصالح الفيتنامية في المملكة المتحدة.

## وصلات خارجية
- قائمة سفارات فيتنام
- قائمة السفارات في المملكة المتحدة